# P/2016 J1 PANSTARRS
P/2016 J1-A PANSTARRS e P/2016 J1-B PANSTARRS sono due comete periodiche appartenenti alla famiglia delle comete della fascia principale, scoperte rispettivamente il 5 maggio ed il 6 maggio 2016 da Pan-STARRS, in seguito sono state scoperte immagini di prescoperta risalenti fino al 4 marzo 2016e più recentemente fino al 21 giugno 2010 .
Le due comete si sono originate a seguito della scissione del nucleo di una cometa avvenuta precedentemente alla scoperta delle due comete, presumibilmente tra l'aprile 2010 ed il giugno 2012 causata da instabilità rotazionali dovute alla sublimazione di ghiacci da nuove aree della superficie del nucleo originario che potrebbe originare in futuro ulteriori frantumazioni.
Le due comete passeranno entrambe al perielio il 20 febbraio 2022.
Fanno parte, assieme alla cometa 427P/ATLAS, della famiglia di asteroidi Theobalda formatasi a seguito di una collisione tra asteroidi 7 ± 2 milioni di anni fa.

## Dati fisici
L'esame fotometrico dei due nuclei cometari indica che essi sono della stessa composizione ed appartengono alla classe degli asteroidi di tipo C o degli asteroidi di tipo G. Gli studi fotometrici hanno permesso di stimare i diametri dei due nuclei: quello di P/2016 J1-A PANSTARRS avrebbe un diametro compreso tra i 280 e i 1800 metri e quello di P/2016 J1-B PANSTARRS tra gli 80 e 800 metri.